# تيري ماثيوز (رجل أعمال)
تيري ماثيوز (بالإنجليزية: Terry Matthews)‏ هو شخصية أعمال بريطاني وكندي، ولد في 6 يونيو 1943 في نيوبورت في المملكة المتحدة.